# Madame Chapeau
Madame Chapeau is een standbeeld, geïnspireerd op het personage Amélie Van Beneden van het theaterstuk Bossemans en Coppenolle uit 1938. Het standbeeld is gemaakt door de Belgische kunstenaar Tom Frantzen. Het kunstwerk staat op de hoek van de Zuidstraat en de Mussenstraat te Brussel.

## Standbeeld

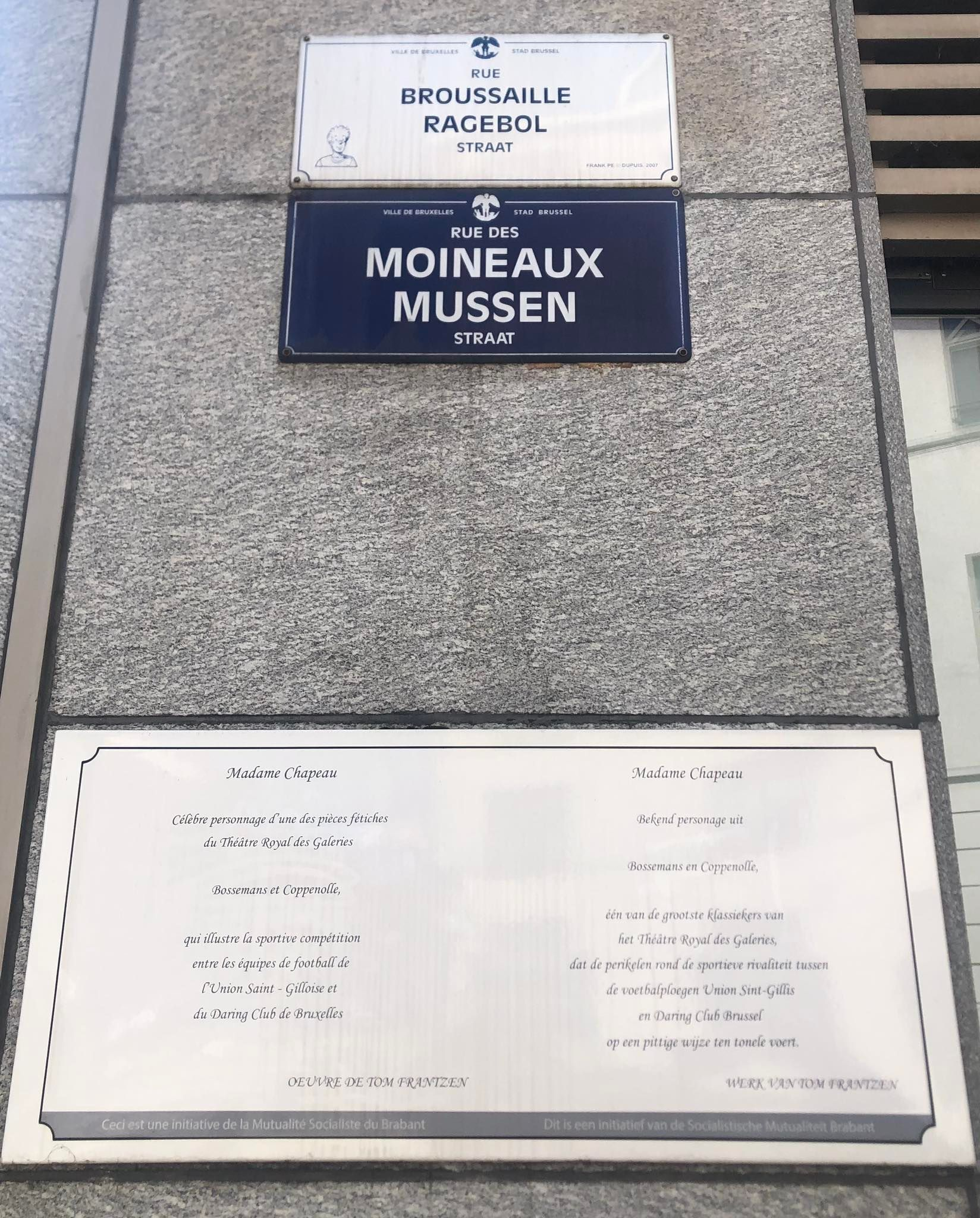

Het bronzen beeld is getiteld Madame Chapeau. Aan de houding en de gelaatstrekken van het beeld kan je zien dat het een oude vrouw is. Ze staat licht voorovergebogen, ze heeft een bril op het puntje van haar neus en haar grote mannenhanden tellen de bronzen munten. Uit de boodschappentas steekt een prei en de kop van een konijntje, genaamd Jefke. In 2015 was de prei uit de boodschappentas verdwenen. Tom Frantzen liet weten dat hij de prei tijdelijk uit de tas van Madame Chapeau had verwijderd om er het konijn te kunnen bij plaatsen.
Het is standbeeld is gemaakt in opdracht van de Federatie van Socialistische Mutualiteiten van Brabant. Tom Frantzen heeft de opdracht met wijde armen aangenomen en heeft het beeld in het jaar 2000 onthuld. Je kan het kunstwerk gaan bezoeken op de hoek van de Zuidstraat en de Mussenstraat te Brussel.

## Personage
Het personage Madame Chapeau staat bekend voor haar Brussels zwans en humor. Dit is een fictief personage gebaseerd op het personage Amélie van Beneden. Het personage wordt ook in het traditioneel theaterstuk gespeeld door een travestietenman. In het origineel theaterstuk in 1938 werd de rol vaak vertolkt door Jean Hayet, maar het personage zelf is door Billy Pitt gecreëerd. Het toneelstuk Bossemans en Coppenolle werd regelmatig gespeeld in het Théâtre royal des Galeries en is een van de klassiekers. Eén van de bekendste uitspraken van Madame Chapeau is : "Je ne m’appelle pas madame Chapeau, ce sont les crapuleux de ma strotje qui m’ont appelée comme ça parce que je suis trop distinguée pour sortir en cheveux ! " Uit deze uitspraak kan je sommige woorden van het Brussels dialect halen.
Er zijn ook nog altijd initiatieven in Brussel die te maken hebben met Madame Chapeau. Zo zijn er twee belangrijke folkloregroepen die elk jaar een eigen Madame Chapeau verkiezen, die hen vertegenwoordigt op folkloristische events.

## Tom Frantzen
Tom Frantzen (Watermaal-Bosvoorde,16 november 1954) is een Belgische beeldhouwer Hij staat bekend door zijn straatbeelden. Frantzen studeerde aan de École nationale supérieure des arts visuels in de Abdij Ter Kameren bij Brussel. Zijn stijl staat bekend om humor en fantasie in zijn kunst te stoppen, Frantzen omschrijft zijn stijl als 'Hedendaagse Vlaamse Fantastiek'. Hij noemt het een vorm van satirische surrealisme waarin hij geïnspireerd is door het menselijk gedrag. Frantzen spendeert al meer dan 20 jaar zijn tijd aan het verwezenlijken van zijn beeldentuin, "De Paden van de Waaienberg". Hij is een van de belangrijkste en bekendste kunstenaars in Brussel, zo heeft hij al 14 verschillende prijzen gewonnen voor zijn werken.

### Bekende kunstwerken
- Straatbeeld Ernest Claes, Zichem
- Straatbeeld De Vaartkapoen, Molenbeek
- Basreliëf ’t Serclaes, Odisee - Hogeschool Brussel
- Beeld ‘De Val van de Engelen , faculteit Geneeskunde VUB
- Fontein ‘Vaders & Zonen’, Zoo Antwerpen
- Beeld ‘Methaphor 1’; beeld ‘Running Culture, Utshukushi Ga Hara Open Air Museum Japan
- Beeld ‘Methamorfose’, Inkomhal hoofdkwartier Toyota Europe Evere
- Beeldengroep ‘The Congo I Presume’ , Tuin Afrika Museum Tervuren
- Straatbeeld ‘De Herder’, Lichtaart
- Straatbeeld ‘Billie & Bollie’, Jette
- Fontein ‘Het Zinneke’, Brussel (niet in werking)
- Fontein ‘Kijk wat wij kunnen’, Berchem (niet in werking)
- Beeld ‘Madame Chapeau’, Brussel
- Straatbeeld ‘Jan Cornelis Van Rijswijck’, ’t Eilandje Antwerpen
- Fontein: ‘The Bandundu Water Jazz band’, Tervuren
- Tweedeling straatbeeld ‘Renaissance van de droom’ & ‘De eerste droom van Saint Exupéry’, Belgocontrol Steenokkerzeel
- Beeld ‘La Belle Hippo’, Museum van Schone Kunsten Doornik
- Beeld ‘De Zuiveringsengel’ Augustijnenklooster Gent
- Cortenstaal reliefs kunstacademie Zaventem
- Beeld ‘Jean Stampe’, Stampe en Vertongen - Luchtvaartmuseum Deurne
- Straatbeeldengroep ‘Pieter Brueghel’ Brussel (gedeeltelijk geplaatst)
- De Vaartkapoen in Sint-Jans Molenbeek
- Brugbeeld: Attendez-Moi, Troyes, Frankrijk.

## Referentielijst
1. ↑  (fr) Madame Chapeau – Bruxelles | BE-monumen. be-monumen.be (27 april 2020). Gearchiveerd op 11 augustus 2022. Geraadpleegd op 19 juni 2022.
2. ↑  Gezien: Madame Chapeau tijdelijk zonder prei, konijn op komst. www.bruzz.be. Gearchiveerd op 19 juni 2022. Geraadpleegd op 19 juni 2022.
3. ↑  (fr) Les poireaux de Madame Chapeau sont revenus avec Jefke!. www.brusselslife.be. Gearchiveerd op 5 november 2022. Geraadpleegd op 19 juni 2022.
4. ↑  De oude vrouw die dieven uitdaagt. Het Nieuwsblad. Gearchiveerd op 19 juni 2022. Geraadpleegd op 19 juni 2022.
5. ↑  Gezien: Madame Chapeau ontdekt de deelstep. www.bruzz.be. Gearchiveerd op 19 juni 2022. Geraadpleegd op 19 juni 2022.
6. ↑  (fr) Le retour de la «zwanze» au Théâtre des Galeries. Le Soir. Gearchiveerd op 22 april 2022. Geraadpleegd op 19 juni 2022.
7. ↑  Willy is (opnieuw) verkozen tot Madame Chapeau. www.bruzz.be. Gearchiveerd op 19 juni 2022. Geraadpleegd op 19 juni 2022.
8. ↑  Tom Frantzen, quand sculpture et pulsion de vie mènent le jeu.... Gearchiveerd op 20 december 2021.
9. ↑  Welkom. www.tomfrantzen.com. Gearchiveerd op 20 augustus 2022. Geraadpleegd op 19 juni 2022.